# Ragnarok Online 2
Ragnarok Online 2: The Gate of the World (кор. 라그나로크 온라인 2: The Gate Of The World; альтернативна підназва Epic of the Light) — MMORPG від GRAVITY Co., Ltd. та сіквел гри Ragnarok Online. Велика частина всесвіту гри заснована на скандинавській міфології. Після переходу в фазу закритого бета-тестування в 2006 році і продовження протягом 2010 року відкритого бета-тестування в Кореї, гра була багаторазово перероблена через поганий початковий прийом. У липні 2010 року було оголошено, що вся гра була скасована, і замість неї буде розроблена нова версія, Ragnarok Online 2: Legend of the Second. Нова версія Ragnarok Online 2 повертається до систем і механіки оригінальної Ragnarok Online, зберігаючи при цьому 3D-движок.

## Розробка

### Оголошення
Вперше про гру було оголошено на KAMEX (Korea Amuse World Expo) у листопаді 2004 року. Перший трейлер гри був показаний під час виставки, в якій хлопчик-початківець і дівчина-початківець бігли один до одного в невідомому міському 3D-середовищі.
У вересні 2005 року Gravity Corp. розпочала велику кампанію з просування гри на щорічному Tokyo Game Show. У відвідувачів була можливість вперше пограти в гру на стендах Gravity під час триденного заходу (з 16 по 18 вересня). За цей час Gravity опублікувала кілька відеороликів з геймплеєм Ragnarok Online II, а також анімаційне відео.
У липні 2010 року Gravity Corp. запустила ремейк-версію Ragnarok Online 2 і змінила свій слоган на Ragnarok Online 2: Legend of the Second. Закрите бета-тестування почнеться в серпні 2010 року, а поточна версія Ragnarok Online 2 припинить свою роботу, коли буде запущена ремейк-версія в закритому бета-тестуванні.

## Поточний статус
Зміна керівництва Gravity, а також поганий прийом гри в Кореї під час відкритого бета-тестування уповільнив розробку Ragnarok Online II. Gravity з тих пір переробила всю гру. Глобальний бізнес-менеджер Юнгхун Лі сказав: «Ми запустили Ragnarok II в 2007 році. Цієї версії було недостатньо для ринку, тому ми спробували переглянути всі системи, але це вимагає часу. Ми поміняли движок і все таке, це як абсолютно нова гра. Движок змінювався кілька разів, але тепер ми використовуємо Gamebryo.»
Гра перебувала в стадії бета-тестування з травня 2007 року і постійно відкладалася до тих пір, поки не було оголошено, що вся гра буде перебудована з нуля як справжнє продовження Ragnarok Online. Ремейк отримав назву Ragnarok Online 2: Legend of the Second і обслуговування Ragnarok Online 2: The Gate of the World буде припинено 2 серпня 2010 року. Закрите бета-тестування Legend of the Second розпочнеться 31 серпня, а в даний час тестери The Gate of the World зможуть використовувати свої бета-акаунти для отримання доступу до ЗБТ.

## Сюжет
Наближається рік 1000 рік L.C. За тисячу років до цього сталося жахливе руйнування, і світ врятувала Св. Лів. Приблизно двадцятьма роками раніше між Норманами сходу та заходу відбулася руйнівна війна, але останнім часом настав мир. Однак дивні речі почали відбуватися; темні мандрівники Дімаго прокинулись, і Елри залишили свою землю Альвгейм, щоб дослідити мовчання Материнського Дерева.